# ガラム
グダン・ガラム（英：PT Gudang Garam Tbk）は、インドネシアのクレテックなどの製造・販売をするたばこメーカーでまた同社が製造する第5番目のたばこの銘柄である。正式名称は社名と同じグダン・ガラム(GUDANG GARAM：「塩の蔵」の意）であるが、日本ではガラムと呼ぶ場合がほとんどである。
市場シェアは約20％を占めるインドネシアで5番目の大手たばこメーカーとして有名である。1958年6月26日、TjoaIngHwie（後の名前:スーリヤ・ウォノウィジョジョ）によって設立された。1984年に会社の支配権をウォノウィジョジョの息子・Cai Daoheng（後の名前:ラックマン・ハリム）に渡した。彼は60歳で亡くなる2008年まで会社を率いていた。
クローブを香料に使ったクレテックと呼ばれるタイプである。
巻き紙に染みが浮いていることが多いが、クローブ(漢方薬にも使われている丁子)の精油が滲み出たものであり、汚れではない。
吸い口が甘く、火を付けるとパチパチと火花が散り、クローブの非常に特徴的かつ強烈な香りが漂う。
パチパチと火花が散る時に、火の塊が落ちて衣服やズボンに穴を空けてしまう事があるので注意が必要。